# Конвой № 3607
Конвой № 3607 — японський конвой часів Другої світової війни, проведення якого відбувалось у червні 1943 року.
Пунктом призначення конвою був атол Трук у центральній частині Каролінських островів, де ще до війни створили потужну базу японського ВМФ, з якої до лютого 1944 року провадились операції у цілому ряді архіпелагів. Вихідним пунктом став розташований у Токійській затоці порт Йокосука (саме звідси традиційно вирушала більшість конвоїв на Трук).
До складу конвою увійшли транспорти «Фуджікава-Мару», «Амагісан-Мару» та «Чіхая-Мару», тоді як ескорт забезпечував торпедний човен «Оторі».
Загін вирушив з порту 7 червня 1943 року, а 10 червня в районі за чотири сотні кілометрів на південний схід від островів Оґасавара його перестрів американський підводний човен USS Flying Fish. Останній провів кілька атак, проте так і не зміг досягнути успіху. 15 червня конвой № 3607 без втрат досягнув пункту призначення.